# Ummendorf (Badenia-Wirtembergia)
Ummendorf – miejscowość i gmina w Niemczech, w kraju związkowym Badenia-Wirtembergia, w rejencji Tybinga, w regionie Donau-Iller, w powiecie Biberach, wchodzi w skład wspólnoty administracyjnej Biberach an der Riß. Leży w Górnej Szwabii, nad rzeką Umlach, ok. 5 km na południowy wschód od Biberach an der Riß, przy skrzyżowaniu dróg krajowych B30 z B312.